# 3589 Loyola
3589 Loyola è un asteroide della fascia principale. Scoperto nel 1984, presenta un'orbita caratterizzata da un semiasse maggiore pari a 2,2453777 au e da un'eccentricità di 0,1636431, inclinata di 4,46663° rispetto all'eclittica.
L'asteroide è dedicato all'omonima località spagnola.